# قلعه رؤیاها
قلعه رؤیاها (انگلیسی: Castle of Dreams) فیلم درام صامت به کارگردانی ویلفرد نوی و با بازی گرترود مک‌کوی محصول ۱۹۱۹ بریتانیا است.